# Derris mariannensis
Derris mariannensis är en ärtväxtart som beskrevs av Takahide Hosokawa. Derris mariannensis ingår i släktet Derris och familjen ärtväxter. Inga underarter finns listade i Catalogue of Life.